# Trofeo Internacional de Fórmula 3 de la FIA
El Trofeo Internacional de Fórmula 3 de la FIA fue una competición de Fórmula 3 organizada por la Federación Internacional del Automóvil que reunía carreras hasta entonces independientes y fechas de los principales campeonatos de Fórmula 3. El calendario 2011, albergó el Masters de Fórmula 3, Gran Premio de Macao, Gran Premio de Pau, una fecha de la Fórmula 3 Británica en Spa-Francorchamps y una de Fórmula 3 Euroseries en Hockenheimring.
El sistema de puntuación fue el mismo usado en Fórmula 1 y en otros campeonatos. Los participantes deben estar inscritos en alguno de los campeonatos de Fórmula 3 disputados en esa misma temporada. Los tres pilotos mejor clasificados en el campeonato tienen derecho a la Superlicencia que exige la Fórmula 1.

### Sistema de puntuación
| Posición | 1.º | 2.º | 3.º | 4.º | 5.º | 6.º | 7.º | 8.º | 9.º | 10.º |
| Puntos   | 25  | 18  | 15  | 12  | 10  | 8   | 6   | 4   | 2   | 1    |

## Campeones
| Año  | Piloto        | Escudería       | Victorias | Puntos |
| ---- | ------------- | --------------- | --------- | ------ |
| 2011 | Roberto Merhi | Prema Powerteam | 4         | 133    |